# Вергавиль
Вергави́ль (фр. Vergaville) — коммуна во французском департаменте Мозель региона Лотарингия. Относится к кантону Дьёз.

## Географическое положение
Вергавиль расположен в 55 км к юго-востоку от Меца. Соседние коммуны: Геблен и Бургальтроф на севере, Бидестроф на востоке, Зомманж на юго-востоке, Лендр-От на юге, Дьёз и Валь-де-Брид на юго-западе, Гебестроф на западе.

## История
- В 966 году здесь было основано бенедиктинское аббатство, с 1190 года находившееся под протекторатом епископата Меца, а с XVI века — герцогства Лотарингия.
- Коммуна была уничтожена во время Тридцатилетней войны 1618—1648 годов, затем восстановлена.
- Местопребывание бывшего архиепископа.

## Демография
По переписи 2008 года в коммуне проживало 564 человека.

## Достопримечательности
- Следы галло-романской культуры.
- Кладбище эпохи Меровингов.
- Крупное военное кладбище.
- Церковь Сен-Пьер; хоры XV века; купол, неф и колокольня XVIII века; статуя святого Эстазия ок. 1300 года.
- Бывшее аббатство Сент-Эстаз: остатки постройки и подземные кельи.